# Kudafushi (Noonu-atol)
Kudafush is een van de onbewoonde eilanden van het Noonu-atol behorende tot de Maldiven.